# Under Pisken
Under Pisken er en amerikansk stumfilm fra 1921 af Sam Wood.

## Medvirkende
- Gloria Swanson som Deborah Krillet
- Mahlon Hamilton som Robert Waring
- Russell Simpson som Simeon Krillet
- Lillian Leighton som Anna Vanderberg
- Lincoln Stedman som Jan Vanderberg
- Thena Jasper som Memke
- Clarence Ford